# Jumba la Mtwana
Jumba la Mtwana (en swahili le manoir des esclaves) est un site archéologique de vestiges historiques situés sur la côté de l'océan Indien au Kenya, à proximité du ruisseau Mtwapa, dans le comté de Kilifi, au nord de Mombasa. Elle remonte au XIVe siècle. Trois mosquées en pierre de corail, un tombeau et huit maisons sont identifiables sur le site. Le site est classé monument national le 4 juin 1982.

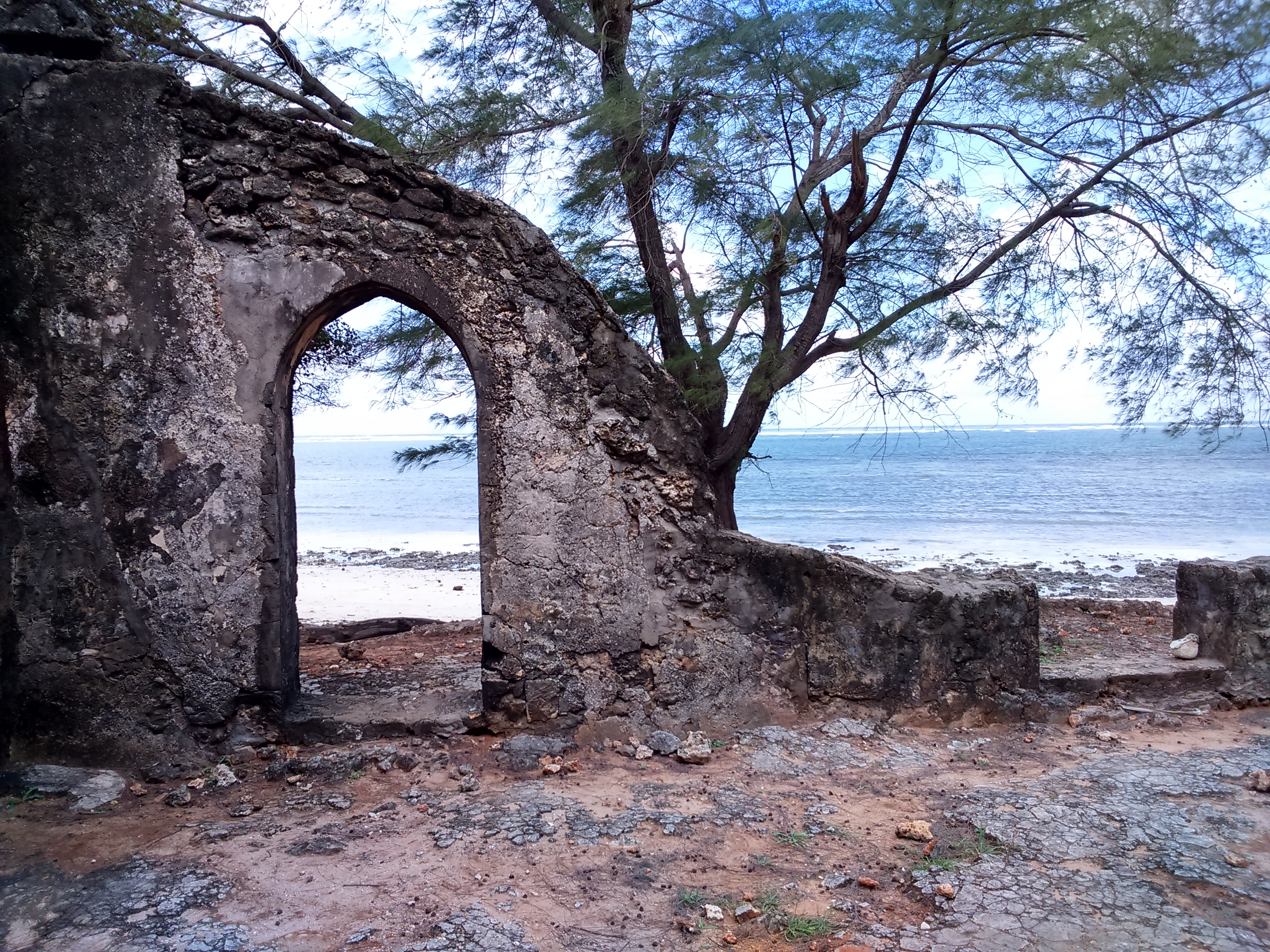
Embrasure de style arabe de la mosquée en bord de mer

## Descriptif
Le site est excavé par James Kirkman en 1972 afin d'en effectuer une datation. Il n'existe pas de documents historiques écrits sur la ville, mais les céramiques chinoises retrouvées permettent de remonter la datation au XIVe siècle. L'absence de tessons ultérieurs au XVe siècle laisse supposer que le site aurait été abandonné au début de ce siècle. Les commerçants perses ou arabes y faisaient escales afin d'y acheter des vêtements et objets en métal. 
Le site est positionné stratégiquement, à proximité d'eau douce et à l'abri des risques d'attaques par les mers. Le style architectural est arabique et exploite des blocs de coraux.

## Situation
Jumba la Mtwana se situe à 15 km au nord de Mombasa, à environ 1 km de l'embouchure du ruisseau Mtwapa et à 4 km de la route Mombasa-Malindi. Le site s'étend sur une distance de 300 mètres le long du rivage, et de 250 mètres vers l'intérieur des terres. 

## Éléments remarquables

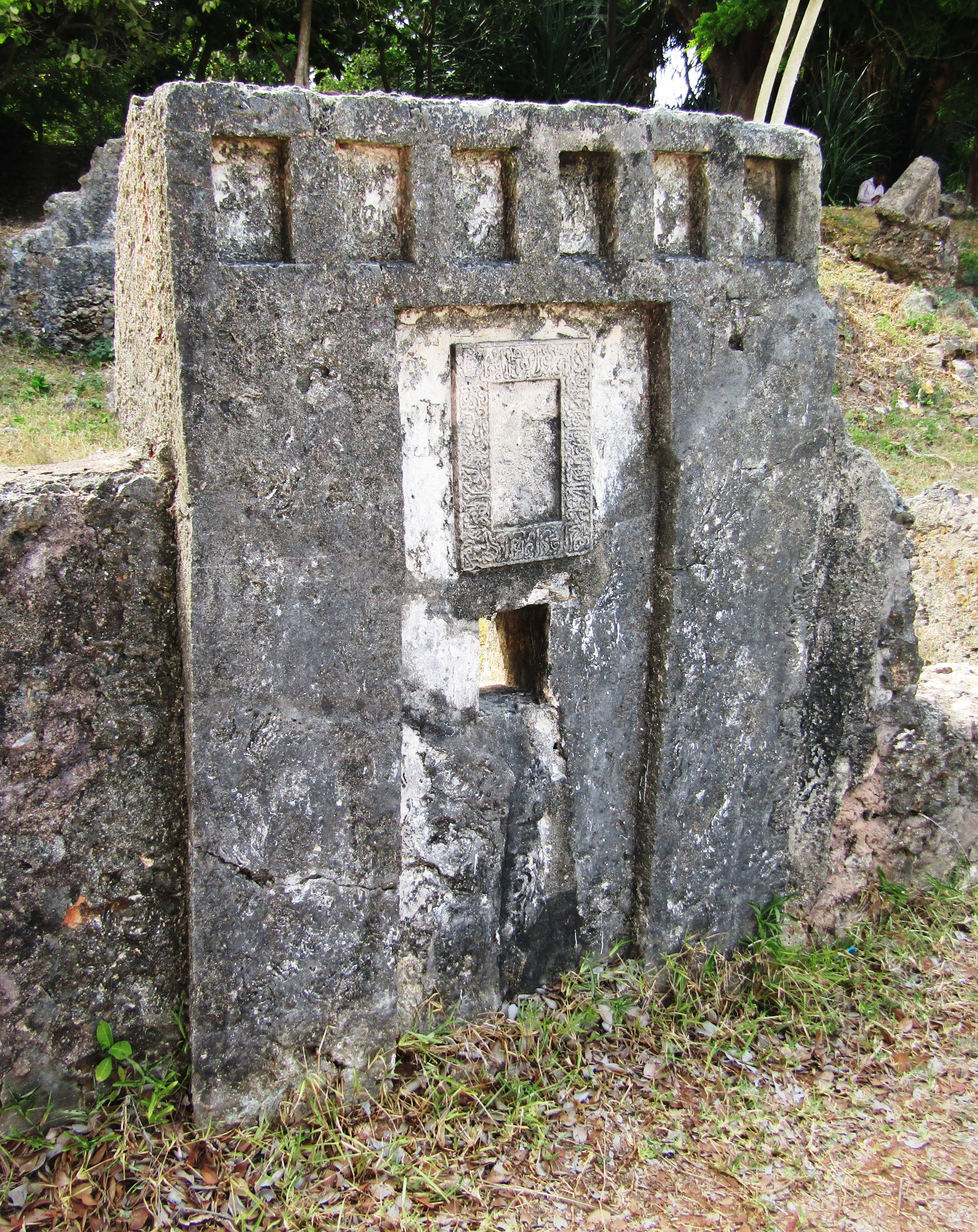
Stèle funéraire avec motifs coraniques sculptés

La maison aux nombreuses portes est notable pour sa porte de forme gothique. Son intérieur est subdivisé en appartements capables d'accueillir plusieurs visiteurs. 
La mosquée près de la mer est la ruine la mieux préservée du site, située en bord de mer. Plusieurs bassins servent aux ablutions et des socles en pierre de corail pour se laver les pieds.
Le tombeau possède une stèle mortuaire en corail du XVe siècle. Un passage du Coran y est sculpté, mais l'épitaphe est illisible.
Un petit musée, à l'entrée du site, présente quelques objets issus des fouilles : fragments de poterie, pierre sculptées. 

## Préservation du site
En 2022, le gouvernement du Kenya débloque un budget de 1,3 million de dollars afin de restaurer le site et le préserver du risque de submersion. En effet, la ligne de plage s'élève progressivement, d'années en années, et les arbres tombent sur les ruines et les endommage. 